# Ма Цичжи
Ма Цичжи́ (род. в ноябре 1943 года), председатель Комитета по делам национальностей ВСНП с 2008 года, председатель правительства НХАР (1997—2007), член ЦК КПК.
По национальности хуэец. Окончил истфак Центрального университета национальностей, где учился в 1963-67 гг., историк. Член КПК с июля 1972 года, член ЦК КПК.
В 1997—2007 гг. председатель регионального правительства Нинся-Хуэйского автономного района (Северо-Западный Китай).
С 2008 года председатель Комиссии по делам национальностей ВСНП, член ПК ВСНП.